# Jakub Krako
Jakub Krako est un skieur handisport slovaque, né le 7 juillet 1990.

## Palmarès

### Jeux paralympiques
| Épreuve / Édition | Turin 2006 | Vancouver 2010 | Sotchi 2014 | Pyeongchang 2018 |
| Descente          | -          | 4e             | 4e          | Argent           |
| Super-G           | 6e         | Argent         | Or          | Or               |
| Slalom géant      | -          | Or             | Argent      | Argent           |
| Slalom            | 14e        | Or             | DNF         | -                |
| Super combiné     | -          | Or             | DNF         | DQ               |